# Ōgaki
Ōgaki (大垣市 -shi) é uma cidade japonesa localizada na província de Gifu.
Em 2003 a cidade tinha uma população estimada em 150 446 habitantes e uma densidade populacional de 1 886,47 h/km². Tem uma área total de 79,75 km².
Recebeu o estatuto de cidade a 1 de abril de 1918.